# لاسلو فوكس
لاسلو فوكس (بالإنجليزية: László Fuchs)‏ هو رياضياتي أمريكي، ولد في 24 يونيو 1924 في بودابست في المجر.